# 伊藤紘平
伊藤 紘平 （いとう こうへい、 1988年12月5日 - ）は、山形県酒田市出身のプロサッカー選手。ポジションはMF。

## キャリア
山形県立酒田西高等学校卒業後、大学へ進学するつもりであったがブラジル・サンパウロへサッカー留学。帰国後にプロチームの門を叩くが良い返事はもらえず、関東社会人リーグの埼玉SCに入団。毎年、各クラブ主催のセレクションを受けたが、声が掛からず23歳で酒田へ帰郷。足場工やスポーツクラブのコーチをし生計を立てながら、酒田琢友クラブでサッカーを続けた。
2013年、1992年に始まった山形県サッカー協会と香港サッカー審判協会との交流活動の一環として行われている協会同士の試合に初参加。その際に香港側の関係者から「香港で挑戦してみては」との声もあり、2015年7月に香港プレミアリーグの黄大仙に練習生として参加し、9月に入団。
2016年2月18日黄大仙は外国人選手を補強、外国人登録枠数確保のため、登録取り消しを発表。その後はトレーニングのみの参加となりシーズンが終了した。
2015-16シーズン終了後、港菁でトレーニングをしていたが、本契約締結ができなかったため、港会へ練習参加していた。